# Aloe striatula
Aloe striatula är en grästrädsväxtart som beskrevs av Adrian Hardy Haworth. Aloe striatula ingår i släktet Aloe och familjen grästrädsväxter.

## Underarter
Arten delas in i följande underarter:
- A. s. caesia
- A. s. striatula

## Bildgalleri

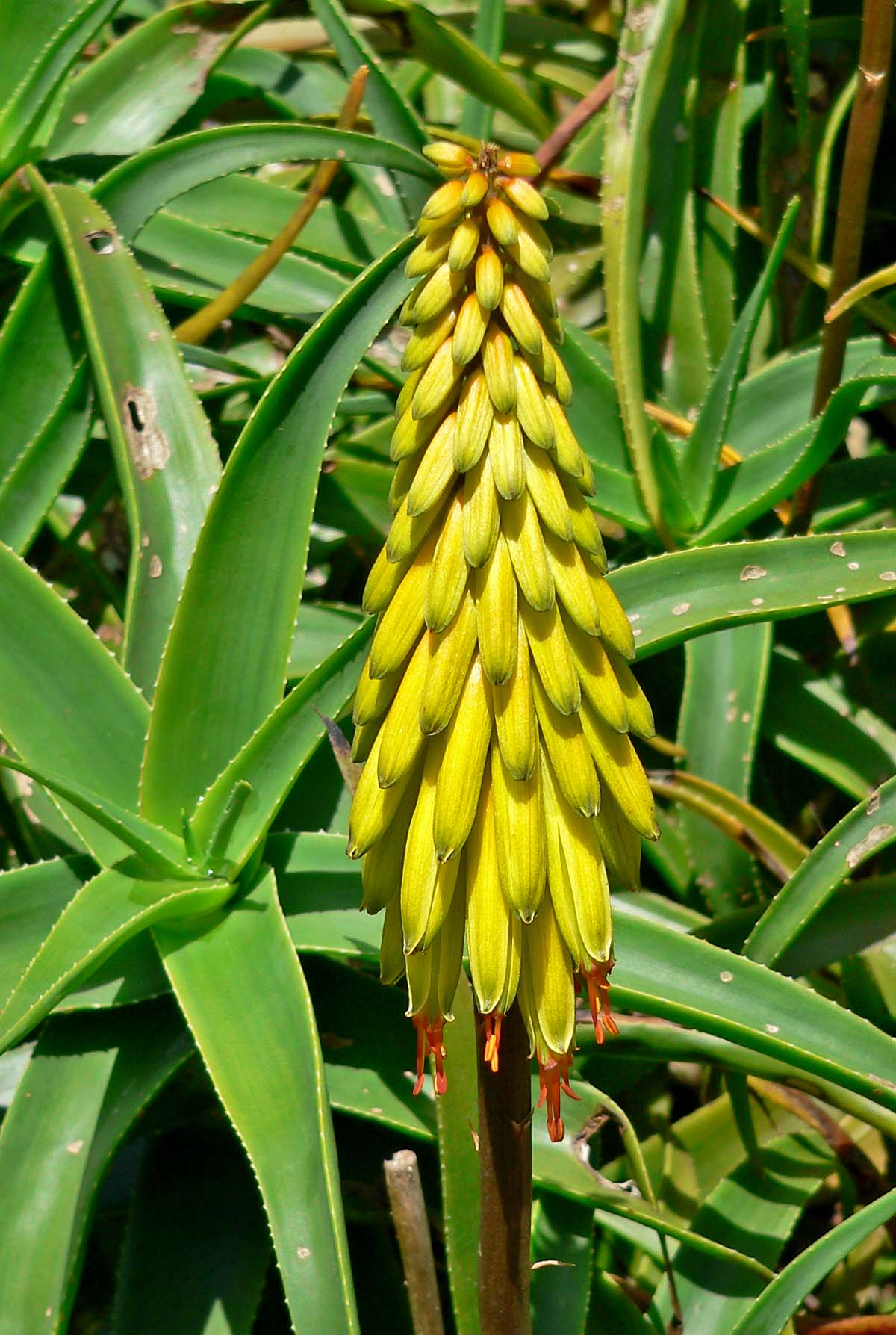
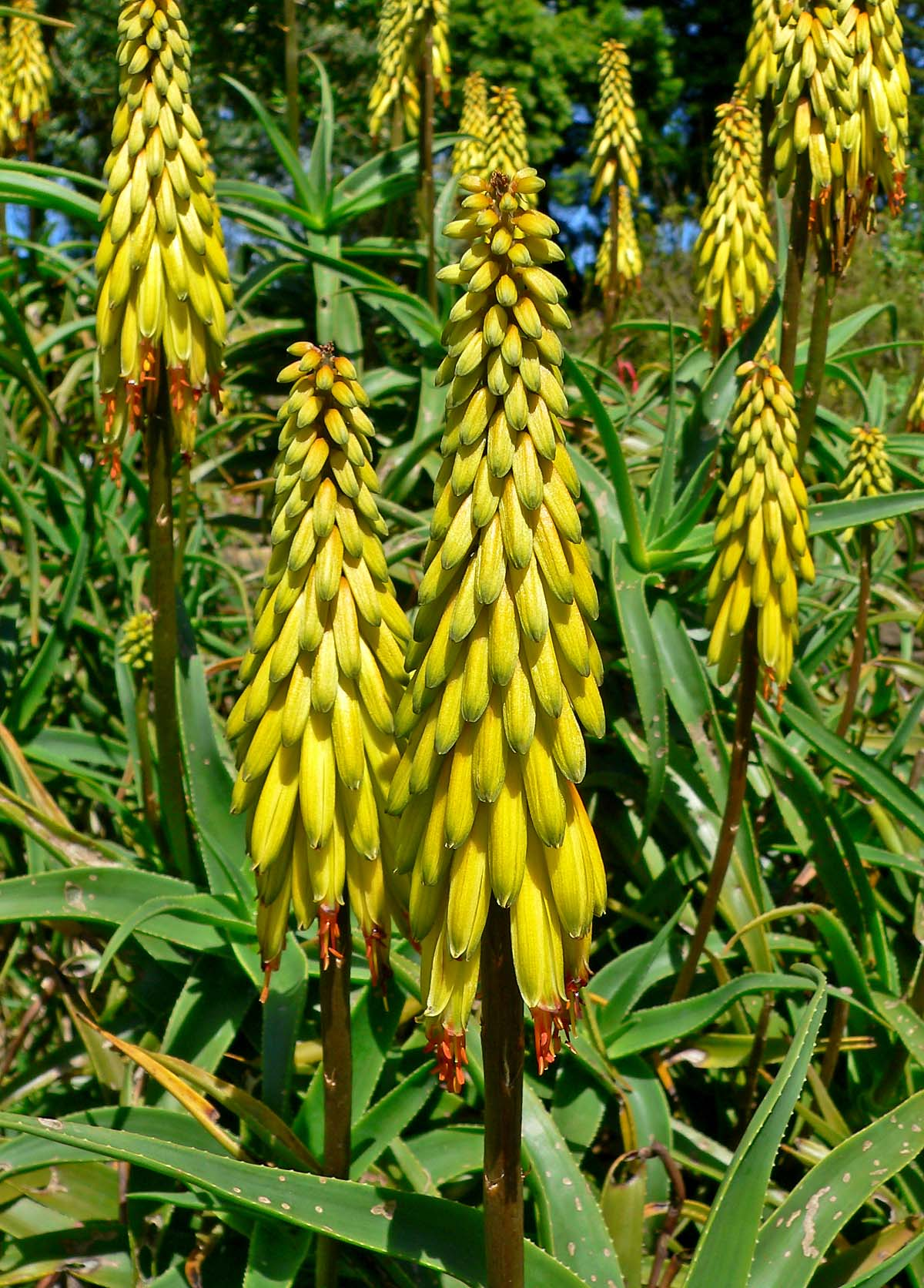
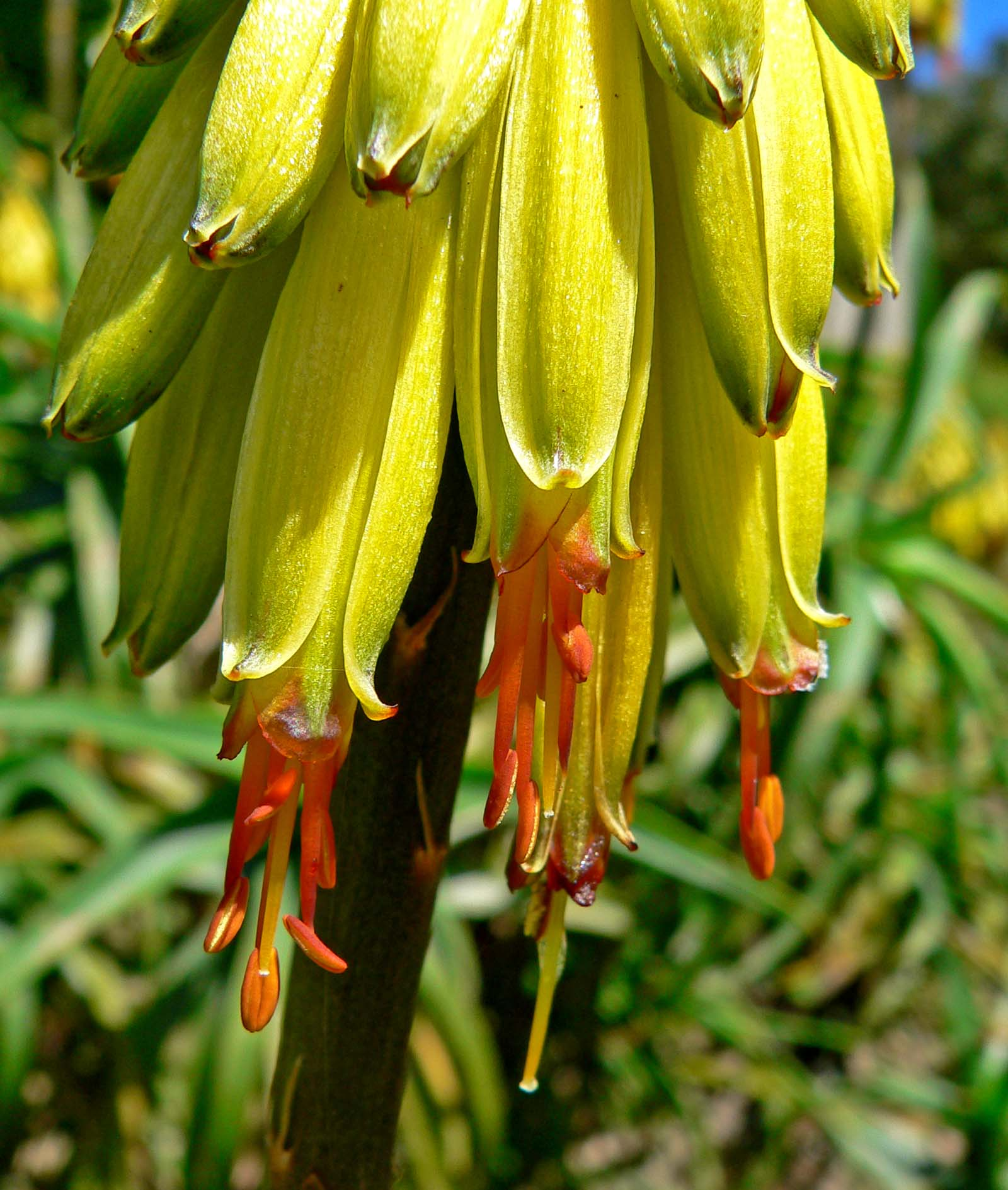
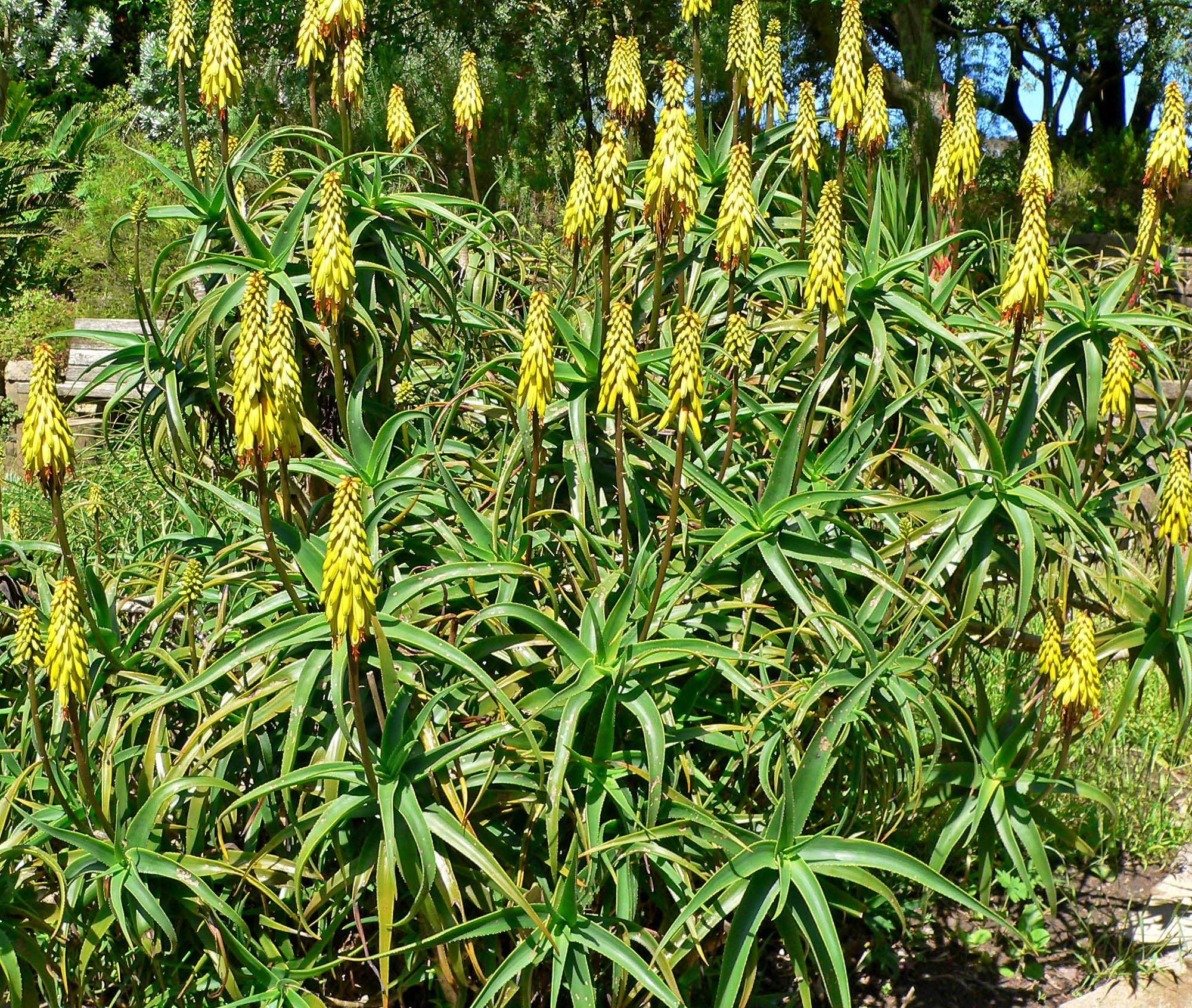
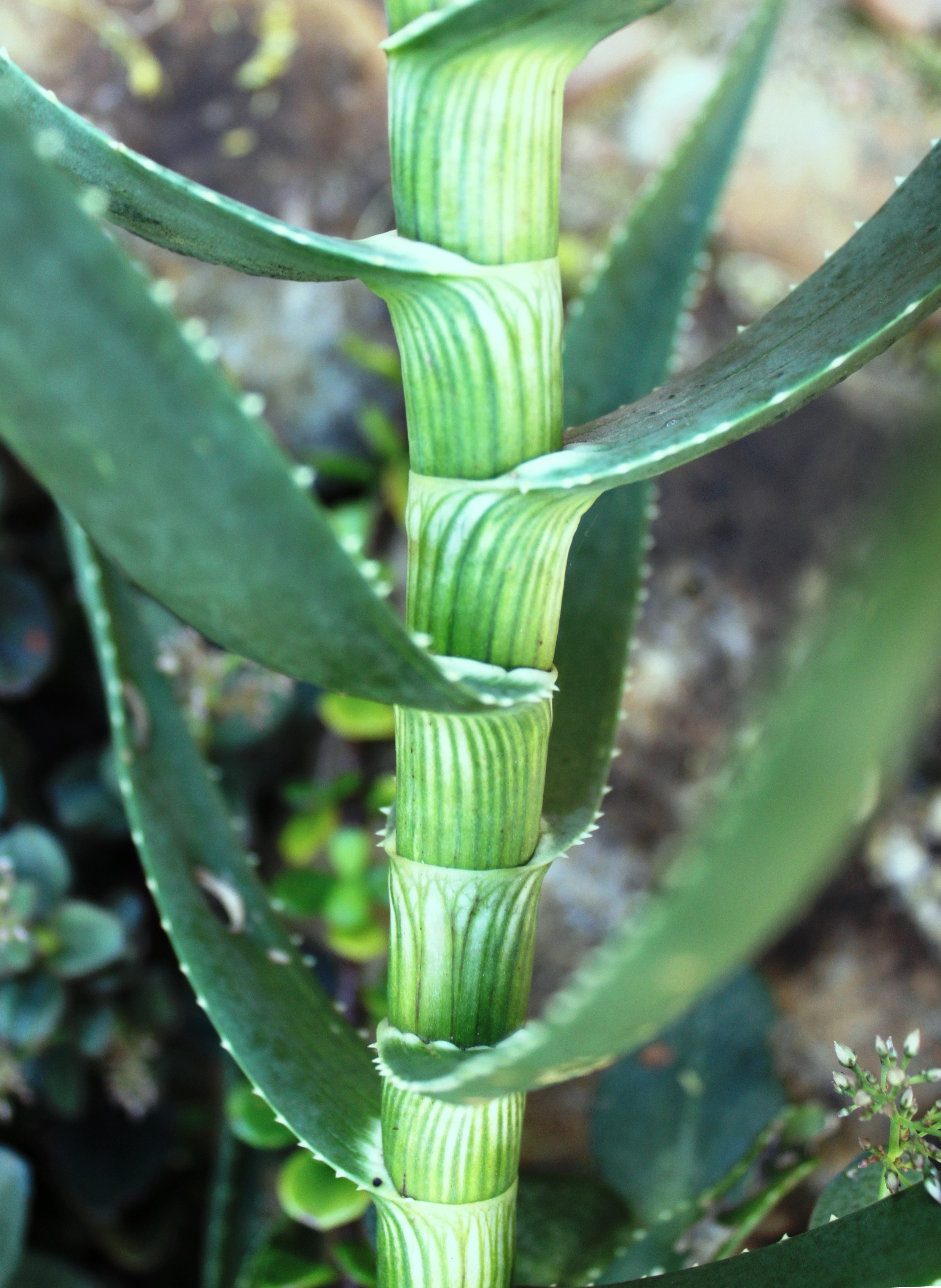
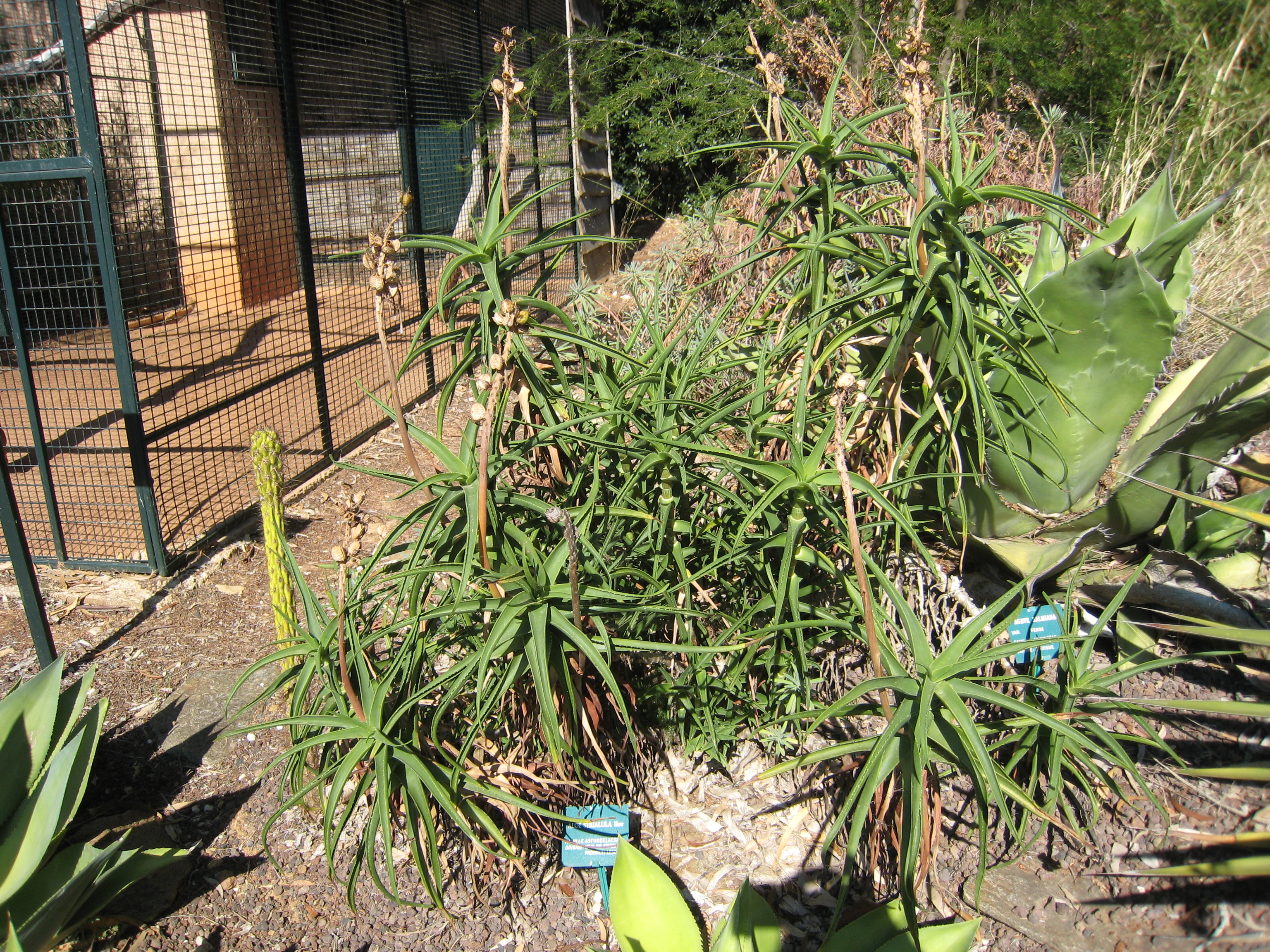